# 日本美装
日本美装株式会社（にほんびそうNIHON BISO CO., LTD.）は、埼玉県さいたま市浦和区に本社を置く、総合ビル管理業を扱う企業。ISO9001、ISO14001、ISO/IEC27001を取得している。

## 概要
建物の総合管理を扱っており、サービス業務、警備保安業務も請け負っている。

## 沿革
- 1976年 4月 - 会社設立。
- 1996年11月 - 本社ビルが完成し、本社機能を統合。
- 2001年12月 - 資本金を5,000万円に増資 。
- 2010年11月 - ISO/IEC27001を取得。

## 本社所在地
本社
- 本社 - 埼玉県さいたま市浦和区常盤9丁目14番6号

支店
- 東京支店 - 東京都文京区後楽2丁目2番10号松屋ビル10階
- 川口支店 - 埼玉県川口市西青木1-11-29-602
- 大宮支店 - 埼玉県さいたま市大宮区桜木町4-23
- 池袋支店 - 東京都豊島区西池袋3-5-11
- 目黒支店 - 東京都目黒区目黒本町5-30-22
- 千葉支店 - 千葉県千葉市稲毛区弥生町2-21-501
- 群馬支店 - 群馬県高崎市上並榎木町607-1-207
- 前橋支店 - 群馬県前橋市下小出町2-13-8
- 茨城支店 - 茨城県水戸市見川5-333-106
- 横浜支店 - 神奈川県横浜市保土ヶ谷区保土ヶ谷町1-36-1
- 山梨支店 - 山梨県甲府市塩部2-3-20-101
- 福島支店 - 福島県郡山市図景1-3-19-203
- 仙台支店 - 宮城県仙台市青葉区上杉2-4-8　朝日プラザ上杉413
- 静岡支店 - 静岡県浜松市中区富吉町7-207
- 新潟支店 - 新潟県新潟市中央区上近江3-26-17-103
- 山形支店 - 山形県山形市本町2-3-38
- 青森支店 - 青森県上北郡東北町上野字手長96-17
- 長崎支店 - 長崎県長崎市大橋町19-7
- 沖縄支店 - 沖縄県那覇市字安謝188-1

## 関連会社
- 株式会社　沖テクノ
- 株式会社　集成社建築事務所